# Poręba Wielka (okres Limanowa)
Poręba Wielka je vesnice ve správním okresu v gmině Niedźwiedź v okrese Limanowa v Malopolském vojvodství v jižním Polsku. Leží přibližně 8 km západně od Niedźwiedźe, 29 km západně od Limanowy a 51 km jižně od regionálního hlavního města Krakova.
Ve vesnici žije okolo 2 100 lidí a je sídlem Goreckého národního parku.
Narodil se zde polský spisovatel Władysław Orkan.